# لي نينا
لي نينا (بالصينية: 李妮娜) هي متزحلقة حرة صينية، ولدت في 10 يناير 1983 في بنشي في الصين.

## وصلات خارجية
- لي نينا على موقع الاتحاد الدولي للتزلج (التزلج الحر) (الإنجليزية)
- لي نينا على موقع اللجنة الأولمبية الدولية (الإنجليزية)
- لي نينا على موقع أوليمبيديا (الإنجليزية)
- لي نينا على موقع اللجنة الأولمبية الصينية (الإنجليزية)